# Lucio Vinicio
Lucio Vinicio (fl. 16 a.C.-5 a.C.) è stato un politico romano, console suffetto nel 5 a.C..

## Biografia
Era figlio di Lucio Vinicio, che fu console suffetto nel 33 a.C. Noto avvocato con una voce brillante, fu nominato alla carica di Triumvir monetalis nel 16 a.C. Fu poi nominato console suffetto nel 5 a.C., in sostituzione dell'imperatore Augusto, dopo di che scomparve dalla documentazione storica.
Svetonio riferì che una volta Augusto fu costretto a intervenire quando Vinicio fu visto dedicare troppe attenzioni alla propria figlia, Giulia, quando si trovava a Baia.